# P.O. Treschow
Peter Oluf Treschow (16. juli 1890 på Sannarp i Sverige – 19. november 1970) var en dansk diplomat.
Han var søn af godsejer Michael Aagaard Treschow og Rosalie Armenie Regitze Emilie Alexandra født baronesse Berner-Schilden-Holsten, blev 1908 student fra Birkerød Kostskole og 1915 cand. jur. Samme år blev Treschow volontør i Udenrigsministeriet, hvor han 1916 blev konstitueret assistent, 1918 fungerende vicekonsul i New York, og samme år fungerende konsul i Chicago og samme år konstitueret vicekonsul i New York og 1920 fastansat. Samme år kom Treschow som legationssekretær til Stockholm, blev 1922 legationssekretær i Rom, 1925 fuldmægtig i Udenrigsministeriet og samme år legationssekretær i Washington D.C., 1930 kontorchef i Udenrigsministeriet, 1936 legationsråd. 1930 til 1937 var Treschow chargé d'affaires i Warszawa og senere samme år chargé d'affaires i Prag. Han var fra 1937 til 1940 chargé d'affaires i Riga og fra 1940 midlertidigt tjenstgørende i Udenrigsministeriet. Efter krigen blev Treschow 1945 overordentlig gesandt og befuldmægtiget minister i Prag, 1951 overordentlig gesandt og befuldmægtiget minister i Ottawa og blev 1952 hjemkaldt og stillet til rådighed for Udenrigsministeriet. 
Treschow blev 26. september 1925 Ridder af Dannebrogordenen, 26. september 1934 Dannebrogsmand og 11. marts 1948 Kommandør af 2. grad af Dannebrog. Han bar en lang række andre ordener.
Han var ugift.
Treschow blev myrdet i sit hjem i København 19. november 1970. Der kunne ikke findes et motiv til mordet, der aldrig er blevet opklaret.